# Джефф Паркер
Джефф Паркер (англ. Jeff Parker; нар. 7 вересня 1964, Сент-Пол) — американський хокеїст, що грав на позиції правого нападника.

## Ігрова кар'єра
Професійну хокейну кар'єру розпочав 1986 року.
1982 року був обраний на драфті НХЛ під 111-м загальним номером командою «Баффало Сейбрс».
Протягом професійної клубної ігрової кар'єри, що тривала 6 років, захищав кольори команд «Баффало Сейбрс» та «Гартфорд Вейлерс».

## Смерть
Джефф Паркер помер 11 вересня 2017 у Міннеаполісі. Спочатку, згідно повідомлень засобів масової інформації, причиною його смерті стали ускладнення інфекції з ураженням серця та легень. Згідно його заповіту, мозок колишнього хокеїста передали до Бостонського університету для допомоги у дослідженні хронічної травматичної енцефалопатії.  Майже за вісім місяців, 3 травня 2018 року, повідомлено, що причиною смерті Паркера стала хронічна травматична енцефалопатія.

## Статистика
| Сезон        | Клуб                      | Ліга         | Регулярна першість | Регулярна першість | Регулярна першість | Регулярна першість | Регулярна першість | Плей-оф | Плей-оф | Плей-оф | Плей-оф | Плей-оф |
| Сезон        | Клуб                      | Ліга         | І                  | Г                  | П                  | О                  | ШХ                 | І       | Г       | П       | О       | ШХ      |
| ------------ | ------------------------- | ------------ | ------------------ | ------------------ | ------------------ | ------------------ | ------------------ | ------- | ------- | ------- | ------- | ------- |
| 1983-1984    | Університет штату Мічиган | НКАА         | 44                 | 8                  | 13                 | 21                 | 82                 |         |         |         |         |         |
| 1984-1985    | Університет штату Мічиган | НКАА         | 42                 | 10                 | 12                 | 22                 | 89                 |         |         |         |         |         |
| 1985-1986    | Університет штату Мічиган | НКАА         | 41                 | 15                 | 20                 | 35                 | 88                 |         |         |         |         |         |
| 1986-1987    | «Рочестер Американс»      | АХЛ          | 54                 | 14                 | 8                  | 22                 | 75                 | 14      | 1       | 3       | 4       | 19      |
| 1986–1987    | «Баффало Сейбрс»          | НХЛ          | 15                 | 3                  | 3                  | 6                  | 7                  |         |         |         |         |         |
| 1987-1988    | «Рочестер Американс»      | АХЛ          | 34                 | 13                 | 31                 | 44                 | 60                 | 2       | 1       | 1       | 2       | 0       |
| 1987–1988    | «Баффало Сейбрс»          | НХЛ          | 4                  | 0                  | 2                  | 2                  | 2                  |         |         |         |         |         |
| 1988-1989    | «Рочестер Американс»      | АХЛ          | 6                  | 2                  | 4                  | 6                  | 9                  |         |         |         |         |         |
| 1988–1989    | «Баффало Сейбрс»          | НХЛ          | 57                 | 9                  | 9                  | 18                 | 82                 | 5       | 0       | 0       | 0       | 26      |
| 1989–1990    | «Баффало Сейбрс»          | НХЛ          | 61                 | 4                  | 5                  | 9                  | 70                 |         |         |         |         |         |
| 1990-1991    | «Маскегон Ламберджекс»    | ІХЛ          | 11                 | 1                  | 7                  | 8                  | 13                 |         |         |         |         |         |
| 1990–1991    | «Гартфорд Вейлерс»        | НХЛ          | 4                  | 0                  | 0                  | 0                  | 2                  |         |         |         |         |         |
| Усього в НХЛ | Усього в НХЛ              | Усього в НХЛ | 141                | 16                 | 19                 | 35                 | 163                | 5       | 0       | 0       | 0       | 26      |